# Rolando Álvarez
Rolando Álvarez (14 de dezembro de 1975) é um ex-futebolista venezuelano que atuava como defensor.

## Carreira
Rolando Álvarez integrou a Seleção Venezuelana de Futebol na Copa América de 1999.